# Allophylastrum
Allophylastrum je monotipski rod grmova ili manjeg drveća iz porodice sapindovki, dio reda sapindolike. Jedina je vrsta A. frutescens iz brazilske države Roraima i susjedne Gvajane.
Rod je opisan 2011.